# فيلهلم كنورين
فيلهلم جورجيفيتش كنورين (بالروسية: Вильге́льм Гео́ргиевич Кно́рин)‏، اللاتفية: Vilhelms "Vilis" Knoriņš؛ (1890-1939) كان السكرتير الأول الثاني للجنة المركزية لجمهورية بيلاروس الاشتراكية السوفيتية من 1920 إلى 1923 ومن 1927 إلى 1928. وقد أُعدم في عملية التطهير الكبير كجزء من ما يسمى «العملية اللاتفية».
نظرًا لكونه رئيسًا لحكومة روسيا البيضاء عينته موسكو بحكم الأمر الواقع، يُعرف كنورين باقتباسه الشهير عن استقلال بيلاروسيا: «نعتقد أن البيلاروسيين ليسوا أمة، ويجب محو التفاصيل الإثنوغرافية التي تميزهم عن الروس. نحن، الشيوعيين، في المنطقة التي تسمونها بيلاروسيا، نعمل دون التفكير في ما هية قبيلتنا».
تم تسمية شارع في مينسك باسم كنورين.

## روابط خارجية
- "Knorin%2C Vilhelm" OR subject%3A"Vilhelm Knorin" OR creator%3A"Knorin%2C Vilhelm" OR creator%3A"Vilhelm Knorin" OR creator%3A"Knorin%2C V%2E" OR title%3A"Vilhelm Knorin" OR description%3A"Knorin%2C Vilhelm" OR description%3A"Vilhelm Knorin"%29 OR %28"1890-1938" AND Knorin%29%29 AND %28-mediatype:software%29 أعمال بواسطة / أو عن كنورين في إرشيف الإنترنت